# Research Machines Link 480Z
Research Machines Link 480Z (LINK 480Z) је професионални рачунар, производ фирме Research Machines који је почео да се израђује у Уједињеном Краљевству током 1981. године.
Користио је Z-80A као централни микропроцесор а RAM меморија рачунара LINK 480Z је имала капацитет од 32 KB до 256 KB. 
Као оперативни систем кориштен је Microsoft Basic или CP/M.

## Детаљни подаци
Детаљнији подаци о рачунару LINK 480Z су дати у табели испод.
|                       |                                                                  |
| [ 1 ]                 |                                                                  |
| Произвођач            |                                                                  |
| Тип                   | професионални рачунар                                            |
| Меморија              | 32 до 256 KB                                                     |
| Поријекло             | Уједињено Краљевство                                             |
| Година                | 1981                                                             |
| Тастатура             | Пуни помак са 4 тастера смјера и 4 кориснички дефинисана тастера |
| Процесор              |                                                                  |
| Фреквенција процесора | 4 .                                                              |
| RAM                   | 32 до 256 KB                                                     |
| ROM                   | 8 све до 32 KB                                                   |
| Текст                 | 40 или 80 знакова x 25 линија                                    |
| Графика               | 640 x 192 монохроматски, 320 x 192 (4 боја), 160 x 95 (8 боја)   |
| Боја                  | Све до 8                                                         |
| Звук                  | уграђени тонски генератор и звучник                              |
| Димензије             | 53 (ширина) x 33,5 (дубина) x 8 (висина) / 3,2 .                 |
| Портови               |                                                                  |
| Оперативни систем     |                                                                  |